# Wiesław Chrzanowski (1920–2011)
Wiesław Chrzanowski (pseudonym "Wiesław", "1083" (4. prosince 1920 Sosnovec – 24. dubna 2011) byl polský poručík Národní vojenské organizace - Zemské armády, účastník Varšavského povstání a fotograf.

## Životopis
Zúčastnil se povstaleckých bojů ve varšavském Starém Městě a Śródmieście . Byl vojákem roty „Anna“ v praporu „Gustaw“ . Po kapitulaci povstaleckých jednotek se ocitl ve Stalagu XI-B Fallingbostel. Jeho válečné číslo bylo 1396. Je pohřben na hřbitově v Bródně (sekce 56D-1-4).

## Galerie

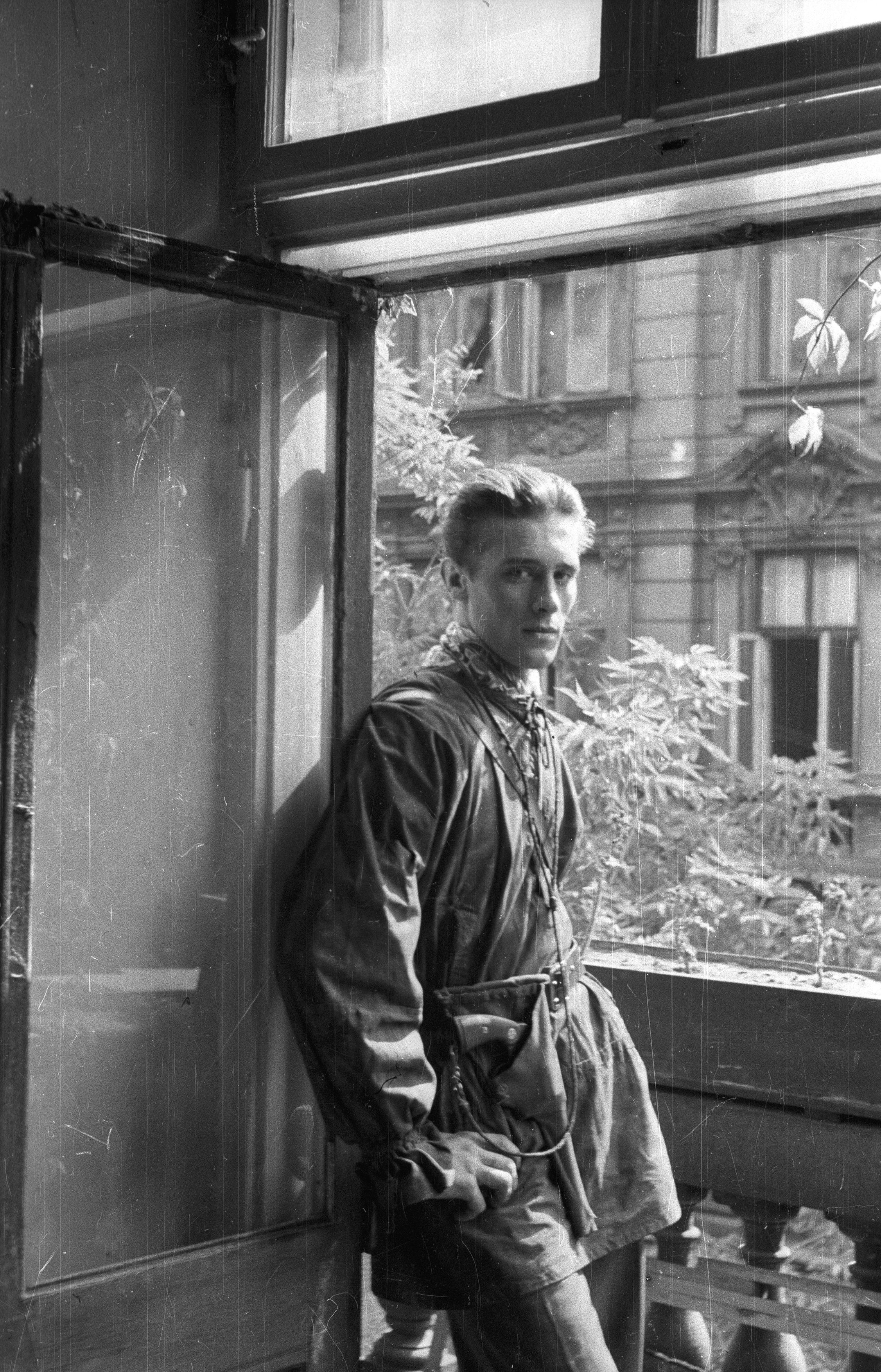
Wiesław Chrzanowski během povstání
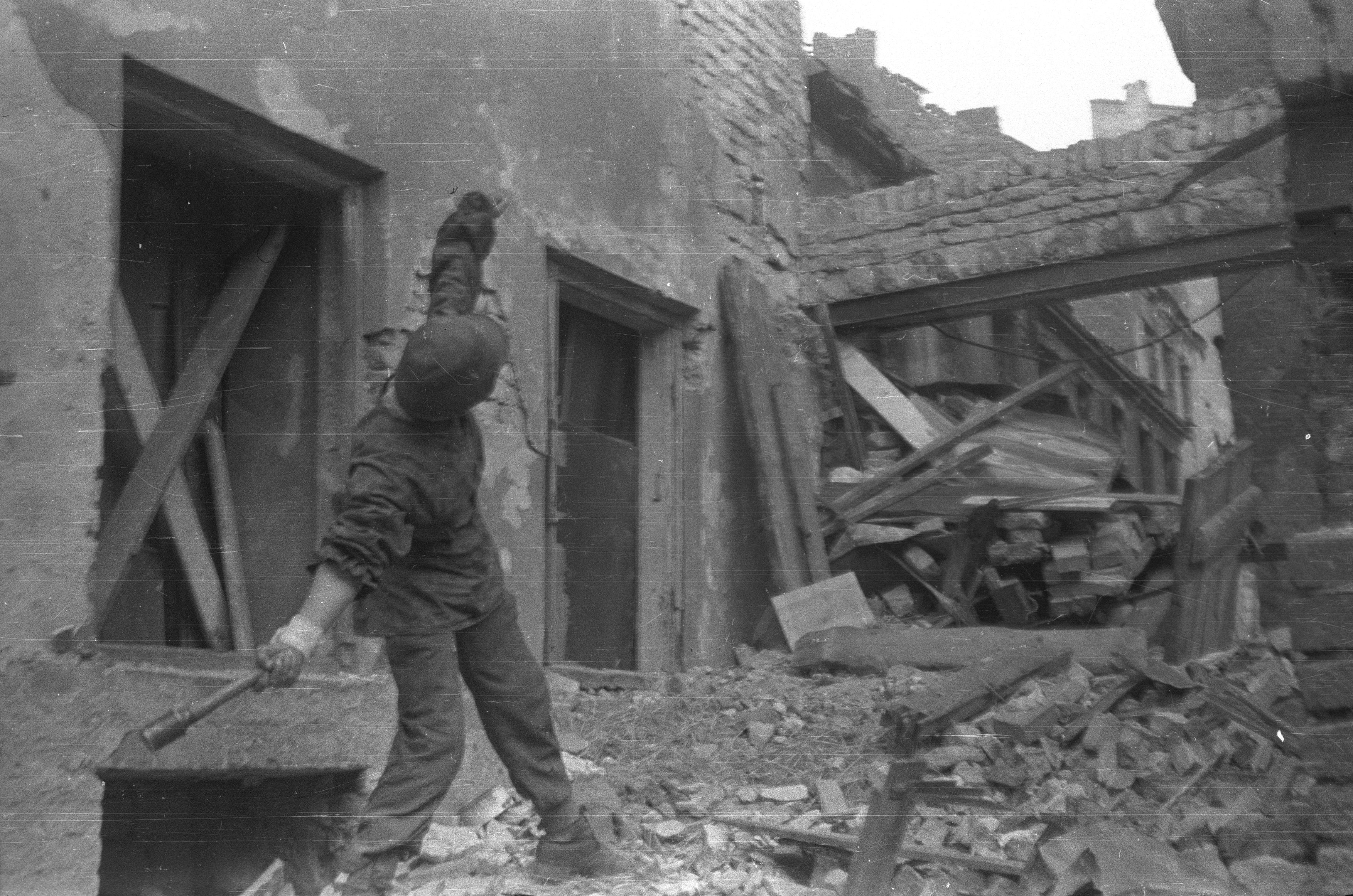
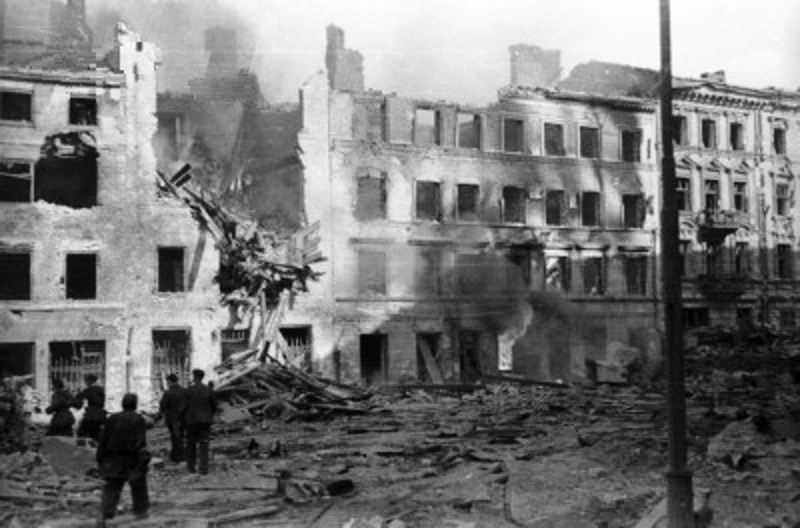
Pochod peklem
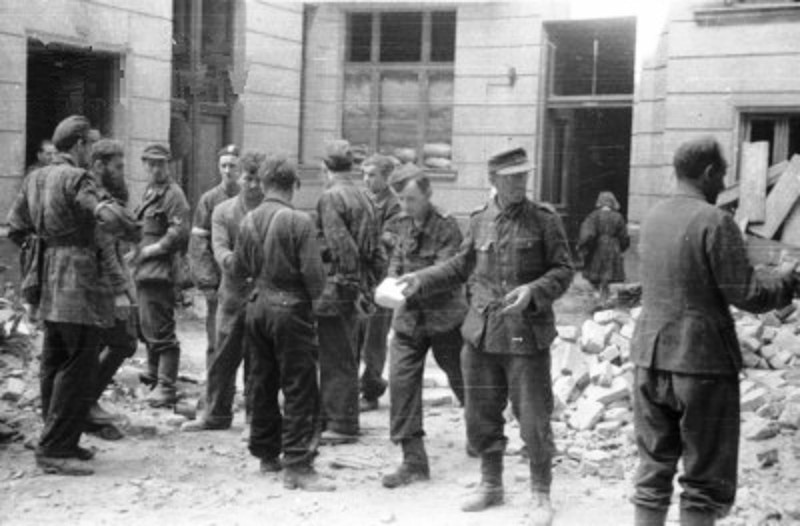
Pochod peklem
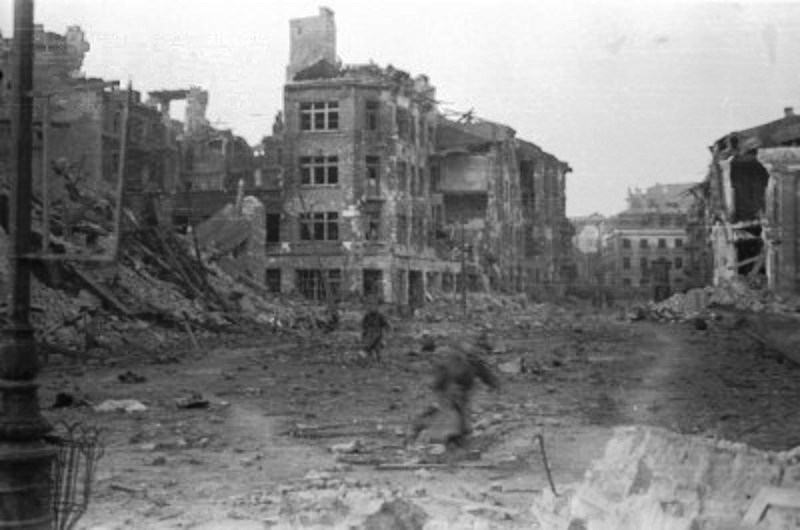
Pochod peklem
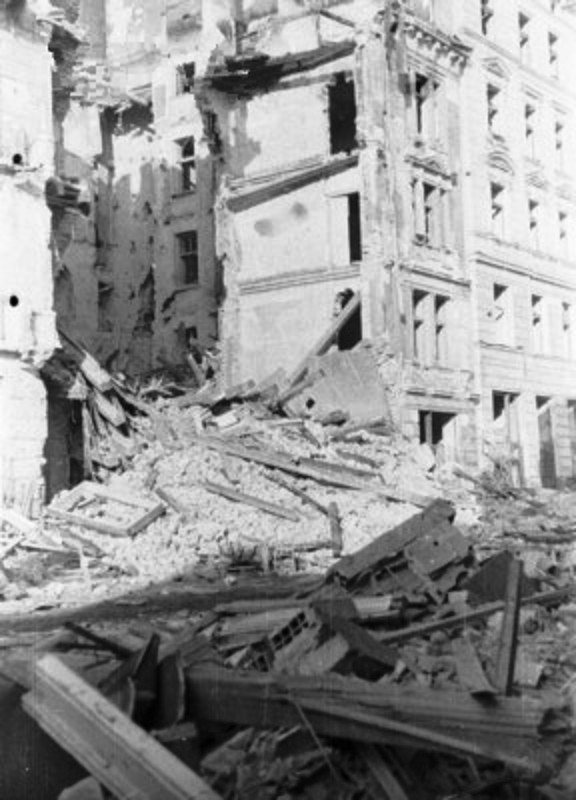
Pochod peklem
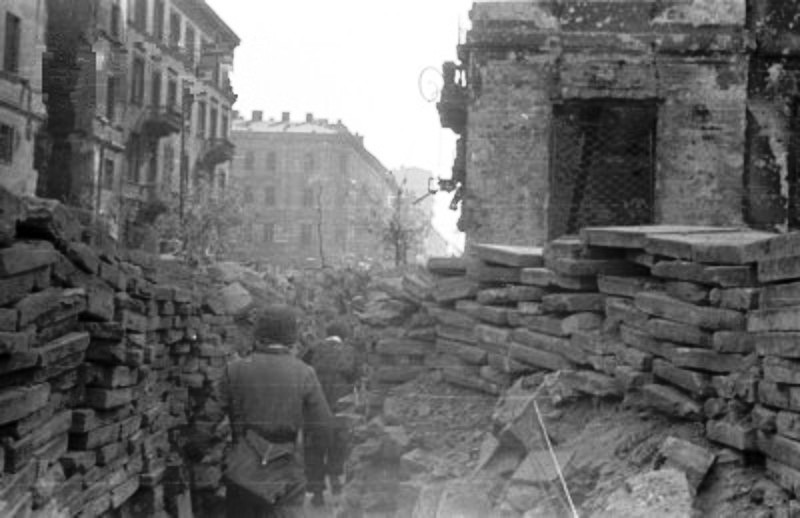
Ulice Piękna
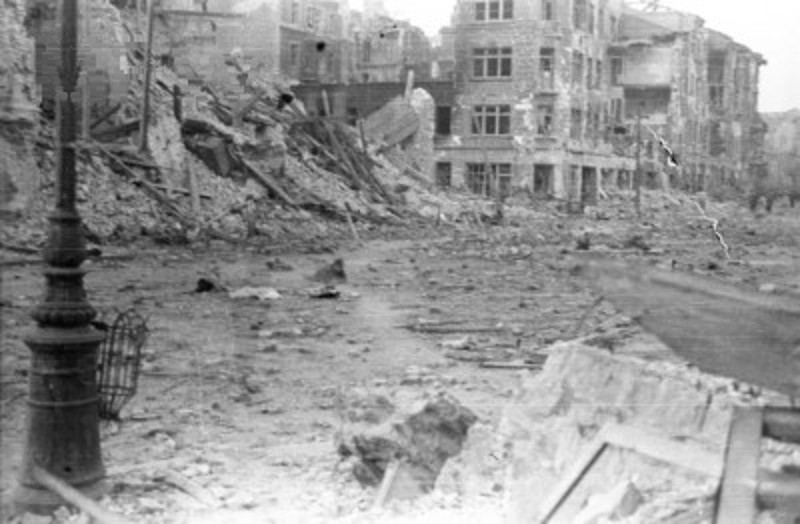
Palác Krasińskich
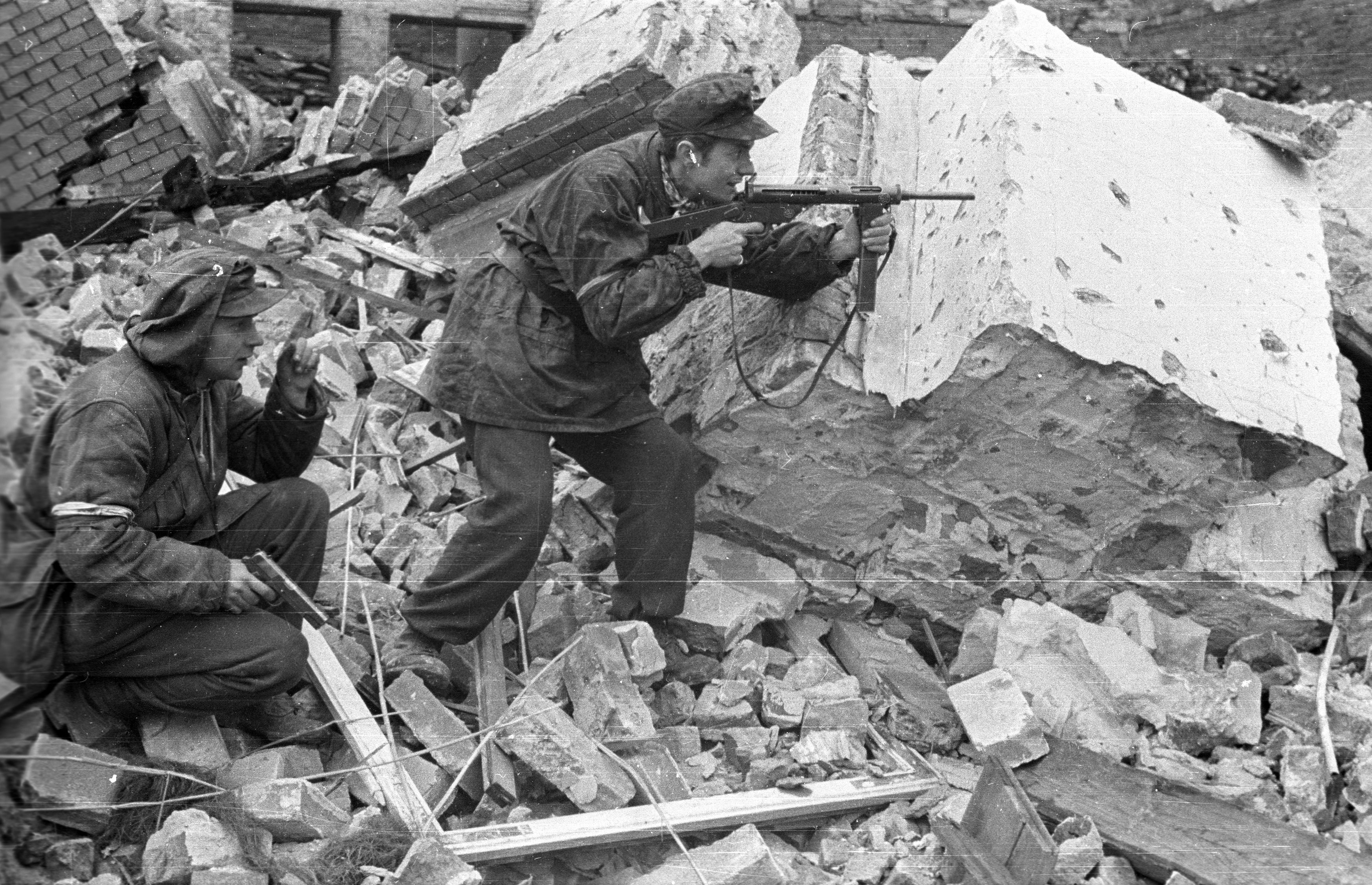
Henio Roma
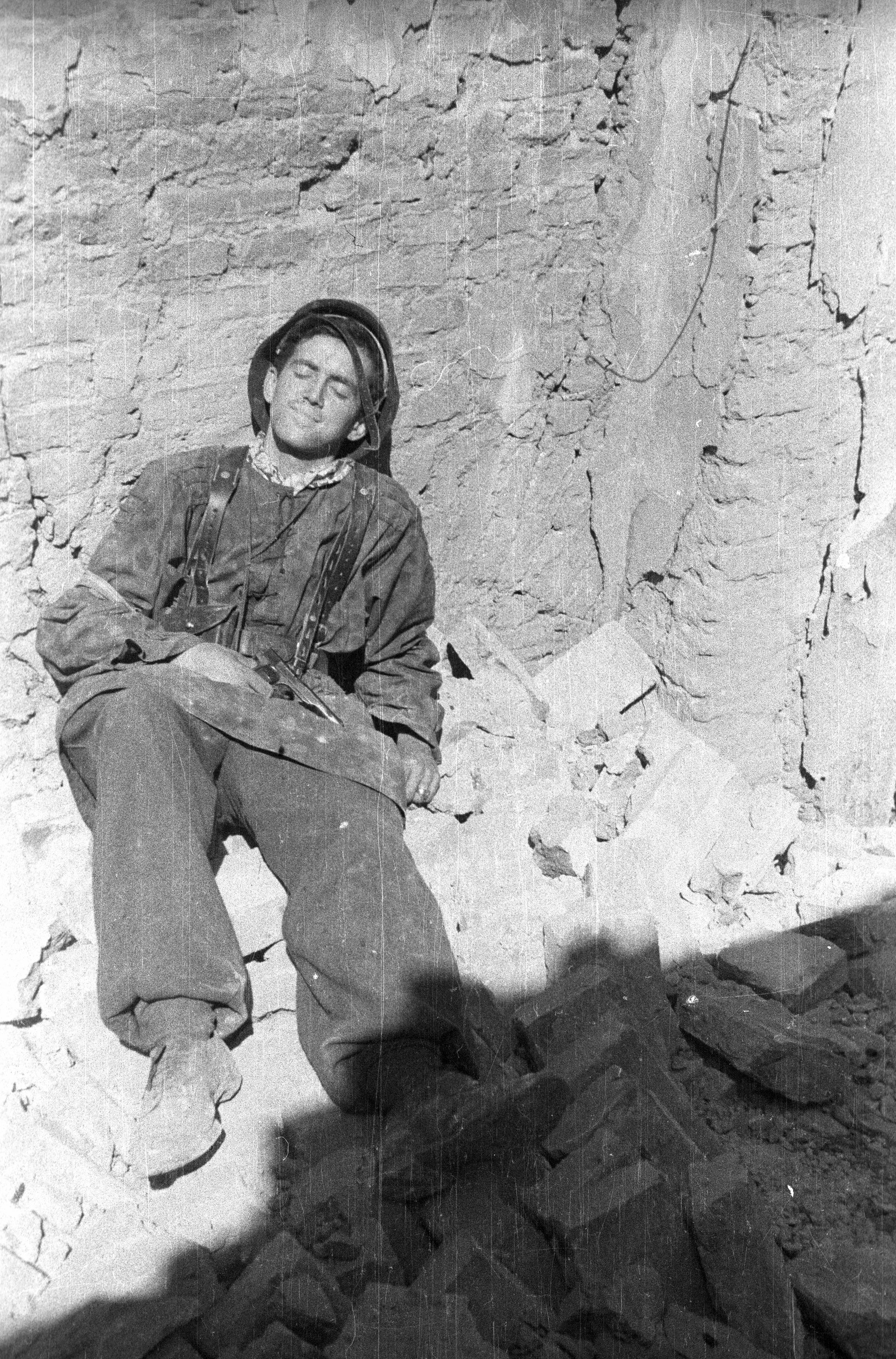
Dni Powstania